# Konference OSN o změně klimatu 2023 v Dubaji
Konference OSN o změně klimatu v roce 2023 neboli Konference smluvních stran UNFCCC, častěji označovaná jako COP 28, byla 28. konferencí OSN o změně klimatu, která se konala od 30. listopadu do 12. prosince 2023 (s prodloužením do 13. prosince) na výstavišti Expo City v Dubaji. Konference COP se pořádají každoročně (s výjimkou roku 2020) od uzavření první dohody OSN o klimatu v roce 1992. Vlády se na nich domlouvají na politikách, které mají omezit zvyšování globální teploty a přizpůsobit se dopadům spojeným se změnou klimatu.
Dne 13. prosince předsedající konference Sultán Ál-Džábir oznámil, že bylo dosaženo konečné kompromisní dohody mezi zúčastněnými zeměmi, přičemž dohoda „vyzývá“ všechny národy, aby „přešly“ od fosilních paliv „spravedlivým, spořádaným a spravedlivým způsobem“, aby se zabránilo nejhorším důsledkům změny klimatu, a zároveň „urychlily opatření v tomto kritickém desetiletí tak, aby bylo dosaženo čisté nuly do roku 2050 v souladu s vědeckými poznatky“. Globální pakt je prvním v historii summitů COP, který výslovně zmínil nutnost odklonu od všech typů fosilních paliv, ale přesto se dočkal široké kritiky kvůli rozhodnutí nezahrnout jasný závazek k postupnému vyřazování nebo snižování fosilních paliv.
Členské státy se také dohodly na růstu celosvětového využívání obnovitelných zdrojů energie a podařilo se schválit závěry historicky prvního hodnocení cílů Pařížské dohody, tzv. Global Stocktake.

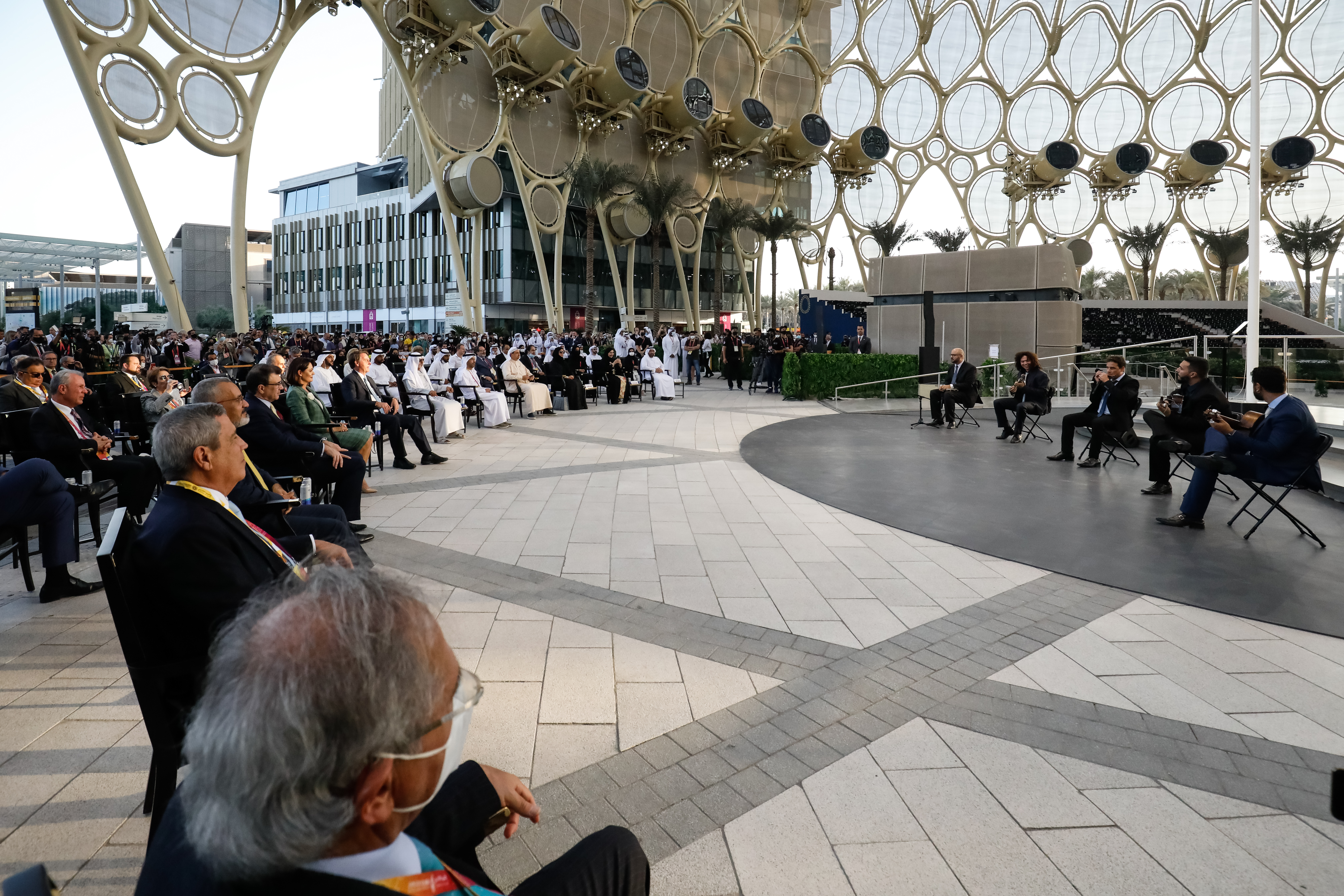
Al Wasl Plaza, Expo City, Dubaj

## Přípravy
Na začátku roku 2021 nabídly Spojené arabské emiráty hostitelství konference v roce 2023 a v listopadu 2021 oznámil předseda vlády a viceprezident Spojených arabských emirátů šejk Mohammed bin Rašíd al-Maktúm, že SAE budou hostit konferenci v roce 2023. Bylo to podruhé během dvou let, kdy se konference konala na Blízkém východě, a potřetí, kdy ji po Kataru v roce 2012 a Indonésii v roce 2007 hostil člen OPEC.
Spojené arabské emiráty jsou vůči změně klimatu jednou z nejzranitelnějších zemí světa, neboť se nacházejí v oblasti s velmi horkým a vlhkým podnebím. Zvyšující se teploty již nyní vážně ovlivňují každodenní život obyvatel, zvyšují platby za elektřinu, vodu, znesnadňují pouhou chůzi po ulici. V letních měsících mnozí odjíždějí do jiných regionů nebo neopouštějí prostory s klimatizací. Pokud nebudou přijata opatření, do roku 2070 překročí teploty mokrého teploměru v regionu na delší dobu 35 °C. Rudé moře a Perský záliv jsou totiž regiony s nejvyšším počtem extrémních teplotně-vlhkostních událostí na světě a již několikrát překročily bezpečnou hranici teploty vlhkého vzduchu. Dalšími dopady, které region pociťuje, jsou písečné bouře, zvyšování hladiny moří, sucho. Podle koalice Climate&Clean Air se země snaží snižovat emise mnoha způsoby, které se týkají různých odvětví jejího hospodářství. Mezi tato opatření patří podpora ekologického a hydroponického zemědělství, budování železnice Etihad Rail, snižování množství odpadu (zejména potravinového), podpora oběhového hospodářství.
Spojené arabské emiráty se zavázaly snížit emise uhlíku na čistou nulu do roku 2050, což je první vláda ze Středního východu, která takový závazek učinila. 21. září 2016 byly SAE také první zemí v regionu, která podepsala Pařížskou dohodu. 50 miliard dolarů země investovala do čisté energie na mezinárodní úrovni a dalších 50 miliard dolarů přislíbila do roku 2030. V listopadu 2022 se SAE dohodly na partnerství se Spojenými státy a investování dalších 100 miliard dolarů do čisté energie. 1. srpna 2023 SAE povolily ekologickým aktivistům „pokojné shromáždění“ na summitu a slíbily, že jim poskytnou prostor, aby „jejich hlas byl slyšet“, a to navzdory svým zákonům, které nepovolené protesty zakazují.
Přibližně dva měsíce před konferencí někteří vyzývali ke zvýšení mezinárodní spolupráce jako nezbytné podmínky úspěchu. Fatih Birol, šéf Mezinárodní agentury pro energii, vyjádřil naději, že na summitu bude dosaženo významných úspěchů, ale poznamenal: ,,Na summitu bude dosaženo významných úspěchů: geopolitická situace, kdy je mnoho zemí na kordy kvůli válce na Ukrajině, a stále mrazivé vztahy mezi USA a Čínou by ale mohly summit ztížit“. „Nejdůležitějším problémem při omezování nárůstu teploty na 1,5 °C nad předindustriální úroveň je nedostatek mezinárodní spolupráce.“ Vyslanec pro klima z Bangladéše také označil nedostatek globální solidarity za hlavní překážku zastavení změny klimatu a zdůraznil potřebu vytvoření fondu na krytí ztrát a škod. Vlády vyjádřily obavy, že podobně jako válka na Ukrajině může mít válka mezi Izraelem a Hamásem v roce 2023 nepříznivý dopad na jednání na COP28.
Na konci října 2023 se konalo přípravné zasedání ministrů. Přijelo 100 delegací a 70 ministrů, což je více než na kterékoli jiné přípravné zasedání. Generální ředitel COP Majid al-Suwaidi trval na tom, že konference přinese v oblasti Ztrát a škod to, co bylo dohodnuto na konferenci OSN o změně klimatu v roce 2022.
Před konferencí vydal papež František apoštolskou exhortaci nazvanou Laudate Deum, v níž vyzývá k rázným krokům proti klimatické krizi a odsuzuje popírání změny klimatu. Na začátku listopadu 2023 papež oznámil, že se konference zúčastní a zůstane tam tři dny. Je to poprvé, kdy papež osobně navštíví konferenci OSN o změně klimatu. Očekává se, že se summitu zúčastní také král Karel III. Očekává se, že se ho nezúčastní prezident Spojených států Joe Biden. Jako možné příčiny se uvádí válka mezi Izraelem a Hamásem v roce 2023 a vnitřní problémy s vládními výdaji.
Zástupce Číny prohlásil, že Čína, Spojené státy a Evropská unie se dohodly na spolupráci v zájmu úspěchu konference. Na začátku listopadu zasvěcení opatrně vyjádřili naději, že se před konferencí podaří uzavřít dohodu o klimatu mezi Čínou a Spojenými státy, podobně jako tomu bylo v roce 2014, která připravila půdu pro Pařížskou dohodu. Jedním ze sporných témat je plán na snížení emisí methanu v Číně. Podle čínského vyslance pro klima Xie Zhenhua „pokrok v plánu odráží stav vztahů mezi USA a Čínou“. Dalším tématem je snížení spotřeby uhlí v Číně. Čína tvrdí, že rozšiřuje využívání uhlí kvůli zlepšení energetické bezpečnosti, i když podle mnohých existují lepší způsoby, jak ji zlepšit. Rozhovory mezi Janet Yellenovou a He Lifengem přinesly rozhodnutí o posílení spolupráce mezi Čínou a USA v několika oblastech, včetně klimatu. Hodně se očekává od setkání Joe Bidena a Si Ťin-pchinga. Podle Kate Loganové z Asia Society Policy Institute může spolupráce mezi oběma zeměmi „připravit půdu pro úspěšný výsledek na COP28“.
Dne 15. listopadu Spojené státy a Čína oznámily dohodu založenou na jednání klimatických vyslanců Johna Kerryho a Xie Zhenhua o „pokračování v úsilí o ztrojnásobení obnovitelné energie na celém světě do roku 2030“. Dohoda obsahovala závazek řešit problematiku skleníkových plynů, včetně oteplujících látek jiných než oxid uhličitý, ale byla kritizována za to, že neobsahovala závazek Číny postupně ukončit provoz uhelných elektráren. Designovaný předseda COP28 Sultán Ál-Džábir dohodu pochválil jako „významný výsledek“.

## Globální bilance
Krátce před zahájením COP 28 zveřejní OSN první dvouleté hodnocení celosvětového pokroku ve zpomalování změny klimatu, tzv. „globální bilanci“. Tento přehled byl vytvořen během COP 26 v Glasgow a má se opakovat každých pět let.
V září 2023 byla zveřejněna první zpráva o globálním hodnocení. Podle této zprávy je k dosažení uhlíkové neutrality zapotřebí postupně přestat používat neomezená fosilní paliva (předtím se to OSN vyhýbala vyslovit). Mezi hlavní závěry zprávy patří:
- Pařížská dohoda a následná opatření v oblasti klimatu významně napomohly snížení emisí. V roce 2011 bylo předpokládané oteplení do roku 2100 3,7–4,8 °C. Po COP 27 to bylo 2,4–2,6 °C a v nejlepším případě, pokud se splní všechny závazky, 1,7–2,1 °C.
- Od září 2023 není svět na cestě k dosažení cílů Pařížské dohody. Aby byla více než 50% šance na omezení růstu teploty na 1,5 °C a více než 67% šance na omezení na 2 °C, musí globální emise dosáhnout vrcholu do roku 2025.
- K omezení oteplování na 1,5 °C jsou zapotřebí biliony dolarů. Všechny finanční toky se musí změnit.
- Pro dosažení cílů Pařížské dohody je zásadní účinnější mezinárodní spolupráce a součinnost.

## Přijetí konference

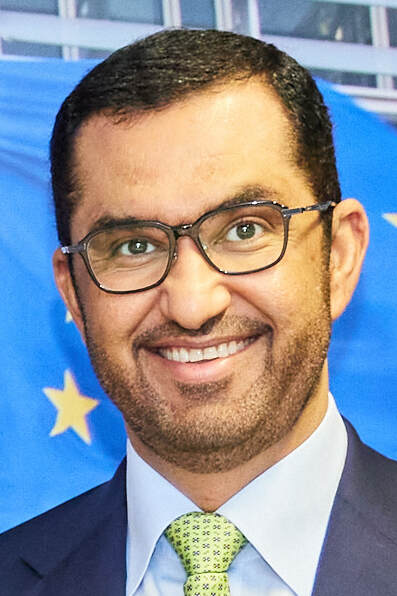
Sultán Ahmed Ál-Džábir, předseda konference COP 28

Sultán Ahmed Ál-Džábir, který byl v lednu 2023 jmenován kandidátem na předsedu COP 28, je generálním ředitelem Abu Dhabi National Oil Company (ADNOC), je také předsedou a zakladatelem společnosti Masdar, která se zabývá obnovitelnými zdroji energie, vede klimatická vyjednávání za SAE a působí jako ministr průmyslu a pokročilých technologií. Tento krok byl kritizován v otevřeném dopise více než 130 amerických zákonodárců a poslanců Evropského parlamentu, kteří požadovali odvolání Al Jabíra z funkce kandidáta na předsedu COP 28. Dopis vyjadřoval znepokojení nad tím, jak znečišťovatelé ze soukromého sektoru uplatňují „nepatřičný vliv“ na průběh klimatického summitu. V květnu 2023 americký senátor Ed Markey samostatně kritizoval rozhodnutí uspořádat COP 28 ve Spojených arabských emirátech. Jiné osoby, například vyslanec USA pro klima John Kerry, vyjádřily Al Džábírovu jmenování podporu.
Al Jaberovo předsednictví konference COP 28 o změně klimatu bylo v rozporu s rozhodnutím jeho společnosti ADNOC Drilling rozšířit těžbu fosilních paliv. Organizace na ochranu lidských práv Amnesty International vyjádřila znepokojení a uvedla: „Sultán Ál-Džábir nemůže být čestným zprostředkovatelem jednání o klimatu, když společnost, kterou vede, plánuje způsobit další škody na klimatu."
V lednu 2023 se společnost Dubai Cares stala partnerem pro vzdělávání na COP 28. Již dříve se účastnila COP 27, která se konala v egyptském Šarm aš-Šajchu.
Organizátoři COP 28 ze Spojených arabských emirátů řekli řečníkům na konferenci o klimatu a zdraví, aby neprotestovali a „nekritizovali korporace“ v Emirátech. Varování se odvolávalo na zákony státu Perského zálivu, podle nichž byli členové panelu varováni: „Nekritizujte islám, vládu SAE, korporace ani jednotlivce“. Klimatičtí aktivisté vyjádřili znepokojení nad tím, jak budou SAE hostit COP 28 bez svobody projevu.
SAE pozvaly na COP 28 syrského prezidenta Bašára Asada. SAE údajně chtěly Asadovi pomoci zlepšit jeho image. Organizace Human Rights Watch uvedla, že je pobuřující, že COP 28 byla využita k opětovnému uvedení Asada do mezinárodního společenství.
Před zahájením summitu zaznamenali uživatelé na sociálních sítích velké množství falešných účtů na sociálních sítích, které byly používány na obranu předsednictví SAE na klimatickém summitu. Tyto účty na sociálních sítích sledoval Marc Owen Jones z Hamad Bin Khalifa University.
V červnu 2023 se vlády sešly v Bonnu, aby se připravily na konferenci COP 28. Organizace Human Rights Watch zdůraznila, že SAE neumožňují svobodu projevu a agresivně umlčovaly kritiky. Organizace uvedla, že vlády v Bonnu by měly využít příležitosti a tlačit na emirátské úřady, aby uvolnily „sevření občanského prostoru a prosazovaly práva“. OSN a další vlády musí podle ní požadovat, aby SAE ukončily pronásledování obránců práv, jako je Ahmed Mansoor. HRW však také vyjádřila obavy, že existuje riziko, že účastníci COP 28 budou mlčet v obavě z odvety.
Dne 7. června 2023 zpráva založená na technické analýze deníku The Guardian odhalila, že společnost ADNOC Sultána Ál-Džábira byla schopna číst e-maily odesílané do kanceláře pro předkládání klimatických dokumentů COP 28 a z ní. Poradenská společnost Gulstan Advisory také konzultovala se společností ADNOC, jak má odpovídat na dotazy médií. Zpráva rovněž uvádí, že kancelář COP 28 sdílela své e-mailové servery se společností ADNOC. Kancelář COP 28 po dotazu deníku The Guardian přešla na jiný server.
John Kerry vyzval vedoucí představitele ropného a plynárenského průmyslu, aby na konferenci COP 28 předložili strategie, jak do roku 2030 snížit své emise v rozsahu jedna a dva. Požádal je také, aby ve stejném časovém horizontu iniciovali závazky týkající se přidělování kapitálu na obnovitelné zdroje energie. Na druhou stranu odborníci na klima a účastníci kampaní vyjadřovali obavy, že se z COP 28 stane „ropný COP“, neboť se konala v petrolejářském státě. Kromě toho měl ropný a plynárenský průmysl hrát v diskusích o boji proti změně klimatu klíčovou roli.

## Během summitu

### Fond ztrát a škod
V den zahájení summitu 30. listopadu 2023 byl překvapivě dohodnut fond „ztrát a škod“, který má nejchudším státům kompenzovat dopady změny klimatu. Cílem fondu je rozdělovat finanční prostředky chudým státům poškozeným klimatickými změnami a bude spravován Světovou bankou. Počáteční dary poskytla hostitelská země (Spojené arabské emiráty), která do fondu vložila 100 milionů dolarů, Spojené království (75 milionů dolarů), Spojené státy (24,5 milionu dolarů), Japonsko (10 milionů dolarů) a Německo (100 milionů dolarů). Pro pokrytí všech ztrát a škod, způsobených změnou klimatu by bylo potřeba 1 000 krát více financí.

### Světoví lídři
Druhý den COP28 na konferenci sešli světoví lídři sešli na „Světovém summitu o opatřeních v oblasti klimatu“. Generální tajemník OSN António Guterres vyzval k okamžitému ukončení spalování fosilních zdrojů energie. Král Karel III. na úvod akce varoval země, že jsou „strašlivě daleko od cesty“ ke splnění klimatických cílů, a vyzval je, aby z COP28 učinily „kritický bod obratu pro skutečnou transformační akci“. Britský premiér Rishi Sunak představil ukázal, že Velká Británie snižuje emise skleníkových plynů rychleji než ostatní státy G7. Českou delegaci na summitu vedl premiér Petr Fiala.

### Zdraví poprvé na COP
Poprvé v historii zasedání COP se diskutuje o dopadu klimatických změn na veřejné zdraví. V dopise adresovaném Sultánu Ál-Džábirovi uvedla lékařská obec, že úplné ukončení využívání fosilních paliv je jedinou rozhodující cestou, jak zajistit zdraví pro všechny. Světová zdravotnická organizace vyzvala ministry zdravotnictví, aby se vyslovili pro zdraví jako hnací sílu klimatických opatření, šli příkladem se systémy zdravotní péče šetrnými ke klimatu a zasazovali se o financování klimatických opatření, které zajistí naše blaho dnes i zítra.
Již dříve odborníci, jako například Dr. Edmond Fernandes, vyzvali UNFCCC k začlenění veřejného zdraví do všech jednání a politik, protože lidské zdraví zůstává nedílnou součástí udržitelné klimatické budoucnosti. Festivaly, jako je Díválí, se staly terčem ostré kritiky za to, že nezakazují používání petard, které významně přispívají k hluku, znečištění ovzduší a znečištění životního prostředí a kromě toho, že výrazně narušují život zvířat, vážně ovlivňují lidské zdraví.

### Globální summit vedoucích představitelů víry
Před summitem COP28 mezi politickými představiteli světa uspořádala Muslimská rada starších ve spolupráci s předsednictvím COP28, Programem OSN pro životní prostředí a katolickou církví a pod záštitou prezidenta Spojených arabských emirátů šejka Mohameda bin Zayeda Al-Nahyana globální summit vedoucích představitelů víry, na kterém se sešlo 28 vedoucích představitelů víry, aby se zabývali změnou klimatu.

## Výsledky konference
První den COP 28 se účastníci dohodli na počátečních pravidlech fondu pro řešení škod a ztrát způsobených klimatem. Na začátku pět zemí a Evropská unie společně přislíbily, že do fondu vloží přibližně 414 milionů amerických dolarů, což odpovídá 377 milionům eur. Německo a hostitelská země, Spojené arabské emiráty, jsou dosud největšími jednotlivými dárci, každý s částkou 100 milionů dolarů. EU poskytla přibližně 147 milionů dolarů. Bylo dohodnuto, že do roku 2030 bude fond vybaven nejméně 100 miliardami dolarů ročně.
Spojené arabské emiráty oznámily vznik nového investičního fondu s názvem Alterra o objemu 30 miliard amerických dolarů (zhruba 27,5 miliardy eur) s cílem získat více peněz na projekty ochrany klimatu v rozvojových zemích, zejména v oblasti energetické transformace, reorganizace průmyslových procesů a nových technologií ochrany klimatu. Spolu se soukromými dárci má být do roku 2030 mobilizováno až 250 miliard amerických dolarů. Sultán Ál-Džábir bude předsedat dozorčí radě fondu.
Spojené státy, Francie, Velká Británie, Česká republika, Japonsko, Kanada, Spojené arabské emiráty a dalších 15 zemí vydaly na konferenci společnou výzvu ke zvýšení využívání jaderné energie; výroba energie z jaderných elektráren se musí do roku 2050 ztrojnásobit, aby bylo do té doby dosaženo klimatické neutrality („čisté nuly“).
Během konference zveřejnila organizace Germanwatch svůj nový index ochrany klimatu. Podle tohoto indexu v současné době žádná země nepřijímá dostatečná opatření na ochranu klimatu.
Jelikož se zúčastněné země do konce konference nedohodly na textu závěrečného prohlášení, byla konference prodloužena. Organizátoři konference předložili návrh, v němž se nehovořilo o celosvětovém vyřazení všech fosilních paliv, ale pouze o jejich snížení, přičemž další opatření byla možná pouze jako dobrovolné individuální varianty. Dokonce ani velmi kontroverzní masivní rozšíření obnovitelných zdrojů energie nebylo v návrhu deklarováno jako obecný cíl. Zejména arabské země OPEC odmítly postupné omezování, které požadovala většina ostatních zemí. Země G77+Čína mimo jiné také kritizovaly historicky největší producenty skleníkových plynů, že neuznávají, že musí jednat jako první.
Konference byla o den prodloužena. Ráno 13. prosince, krátce po zahájení závěrečného plenárního shromáždění COP28, předsedající Al-Jabír oznámil, že se zúčastněné země dohodly na kompromisní dohodě, která „vyzývá“ všechny státy k „odklonu“ od fosilních paliv „spravedlivým, řádným a rovným způsobem“, aby se zabránilo nejhorším důsledkům změny klimatu, a zároveň „urychlila opatření v tomto kritickém desetiletí, aby se do roku 2050 dosáhlo čisté nuly v souladu s vědeckými poznatky“. Dohoda, která byla zemím předána k posouzení pouhé čtyři hodiny před jejím schválením – ačkoli tento aspekt nevedl k žádným formálním námitkám –  rovněž vyzývala ke ztrojnásobení celosvětové kapacity obnovitelných zdrojů energie do roku 2030, k rozvoji řady „bezemisních a nízkoemisních technologií“ k dalšímu úsilí „o postupné ukončení neomezené výroby energie z uhlí“ a ke snížení emisí metanu.
Poprvé v historii summitů COP byla v globálním paktu výslovně zmíněna nutnost odklonu od fosilních paliv; dohoda však čelila rozsáhlé kritice kvůli rozhodnutí nezahrnout jasný závazek „postupného vyřazování“ nebo „postupného snižování“ fosilních paliv – jak požadovala řada zúčastněných zemí, skupin občanské společnosti a vědců – stejně jako jasný finanční plán na pomoc rozvojovým zemím dosáhnout cíle odklonu od fosilních paliv. Kromě toho bylo zpochybněno rozhodnutí zařadit zachycování a ukládání uhlíku do seznamu „bezemisních a nízkoemisních technologií“ kvůli jejich relativní nákladnosti a nedostatečné účinnosti ve srovnání s jinými metodami.

## Kontroverze
Před konferencí se Spojené arabské emiráty snažily očistit svou mezinárodní pověst. Země si najala PR a lobbistické agentury, včetně Akin Gump Strauss Hauer & Feld, Gulstan Advisory a FleishmanHillard, aby se propagovala jako hostitel COP 28. V květnu 2015 byl předseda COP 28 Sultán Ál-Džábir, který se stal středem kontroverzí, obviněn z pokusu o greenwashing své image tím, že platil uživatelům za vyčištění své stránky na Wikipedii. Jeden z uživatelů Wikipedie prozradil, že mu zaplatila společnost ADNOC, zatímco jinému zaplatila společnost Masdar, aby kontroloval obsah stránky firmy na Wikipedii. Další zpráva odhalila, že k propagačním kampaním a obhajobě kontroverzí kolem COP 28 na platformách sociálních médií byly používány falešné uživatelské účty. Stovky takových pseudo účtů fungovaly na Twitteru a médiu Medium. Cílem kampaně byla propagace a greenwashing COP 28 a zároveň obhajoba kritiky konference a Al Jabíra.
Novinářka Amy Westerveltová, která se věnuje kampaním, kritizovala předcházející snahy organizátorů OSN o zlepšení transparentnosti COP 28 tím, že požadují identifikaci průmyslových lobbistů, a tvrdí, že toto opatření je pro kontrolu vlivu zcela nedostatečné.
V uplynulém desetiletí vynaložily SAE více než 1 milion dolarů na přímou propagaci zaměřenou na klima a další miliony zaplatily poradenským firmám, jako jsou Gulstan Advisory a Akin Gump Strauss Hauer & Feld, a think-tankům, které pomáhají vylepšovat jejich zelené reference. Žádná jiná hostitelská země neinvestovala tolik času a peněz do utváření své image před každoročními jednáními o klimatu.
Zpráva deníku The Guardian založená na uniklých dokumentech odhalila, že SAE připravily souhrnný seznam zmiňující „choulostivé a citlivé otázky“, od klimatických problémů SAE až po porušování lidských práv, jako je válka v Jemenu a obchodování s lidmi. Dokument obsahoval „strategická sdělení“ schválená emirátskou vládou, která měla být použita jako odpověď médiím. V dokumentu bylo zdůrazněno, že země bude obhajovat nezveřejňování emisí společností ADNOC od roku 2016 tím, že „ADNOC v současné době provádí potřebné studie“. Kromě toho dokument také zmiňoval, že na otázky týkající se předsednictví Sultána Ál-Džábira bude odpovídat: „Kariéra sultána v celé šíři (v oblasti energetiky, klimatu a diplomacie) mu dává odborné znalosti potřebné ke konstruktivnímu zapojení, posunu a sjednocení právě těch sektorů, které jsou potřebné k dosažení smysluplných opatření.“
Spojené arabské emiráty najaly PR firmu First International Resources se sídlem v USA, aby „vyvrátila všechny negativní zprávy v tisku a médiích“ kolem státu v Perském zálivu jako hostitele COP 28. Dohoda následovala po negativní kritice rozhodnutí SAE pověřit Sultána Ál-Džábira funkcí předsedy COP 28. Dne 4. srpna 2023 se společnost zaregistrovala podle FARA, aby zastupovala Masdar. Podle podání se PR firma měla snažit „posílit postoje rozhodujících činitelů ve Washingtonu a v celé Evropě ohledně strategické hodnoty SAE v globálním boji za řešení změny klimatu“. SAE měly společnosti First International Resources platit měsíční honorář ve výši 100 000 USD. Zakladatel a ředitel společnosti Fossil Free Media Jamie Henn uvedl, že taková částka se PR firmě neplatí, „když jste si jisti svým veřejným obrazem“. Uvedl, že taková částka se utrácí, „když chcete veřejnost přimět k tomu, aby uvěřila nemožnému“, což SAE a Al Džaber „skutečně usilovaly o odklon od fosilních paliv“.
V srpnu 2023 deník The Guardian odhalil, že SAE téměř deset let neinformovaly OSN o svých emisích metanu. Mezitím si společnost ADNOC Sultána Ál-Džábira stanovila mnohem vyšší cíl pro únik metanu, než je úroveň, které podle svého tvrzení již dosáhla. Snížení emisí metanu je považováno za rychlou a levnou metodu zpomalení růstu teploty, protože tento silný skleníkový plyn způsobuje téměř čtvrtinu globálního oteplování.
V září 2023 odhalila zpráva deníku The New York Times uniklou nahrávku z únorové schůzky mezi SAE a organizátory COP 28. Zdůrazňovala snahu Emirátů čelit kritice kolem jejich role hostitele summitu. Abdullah bin Zayed Al Nahyan ze SAE zadal průzkum mezi více než 20 000 účastníky z 20 zemí, který úředníci využili k diskusi o postoji veřejnosti k arabskému národu. Hlavní obavy se týkaly lidských práv. Jeden z účastníků, Sconaid McGeachin, uvedl, že konference COP se staly platformou pro aktivismus. Nechala se slyšet: „Musíme si zachovat pověst SAE... a snažit se tyto útoky co nejvíce minimalizovat.“ V této souvislosti se nechala slyšet, že „je třeba, aby si Spojené arabské emiráty zachovaly dobrou pověst“. Mluvčí COP 28 Vincent Hughes označil uniklou nahrávku za „neověřenou“.
V roce 2023 odhalilo vyšetřování agentury AFP v několika uniklých dokumentech, že společnost McKinsey využívá své pozice hlavního poradce hostitelů COP28, Spojených arabských emirátů, k prosazování zájmů svých klientů z oblasti ropy a plynu (ExxonMobil a Aramco). Zdroje zapojené do přípravných schůzek ke COP28 obvinily společnost McKinsey z toho, že upřednostňuje své vlastní zájmy před zájmy klimatu. Energetický scénář společnosti McKinsey pro předsednictví COP28 by umožnil pokračovat v investicích do fosilních paliv, což by podkopalo cíle Pařížské dohody; „narativ o energetické transformaci“ doporučuje snížit spotřebu ropy do roku 2050 pouze o 50 % a do vysokoemisních aktiv by se měly nadále každoročně investovat biliony dolarů, a to nejméně do roku 2050.

### Zahraniční dělníci
Spojené arabské emiráty upravují své konferenční centrum Expo City pro pořádání konference o klimatu COP28. FairSquare, skupina pro lidská práva se sídlem ve Spojeném království, vydala zprávu založenou na svědectvích a fotografiích, v níž uvádí, že zahraniční pracovníci byli kvůli přípravě klimatického summitu vystaveni nebezpečnému horku a vlhkosti. V září 2023 pracoval tucet zahraničních pracovníků z Asie a Afriky venku při teplotách dosahujících 42 °C, a to i přes polední zákaz. Odborníci uvedli, že je nespravedlivé nutit pracovníky snášet extrémní horko ve službách diskuse o klimatické krizi. COP28 tato obvinění popřela a prohlásila, že nebyly nalezeny žádné důkazy o porušení poledního zákazu. Vedoucí pracoviště však uvedl, že většina prací se provádí v noci, ale některé se musí dělat, kdykoli je to možné. Řekl: „Není čas, musíme to dokončit“.

### Související stránky
- Zachytávání a ukládání oxidu uhličitého
- Greenwashing